# Mavaca
El río Mavaca es un afluente del Orinoco en el estado Amazonas de Venezuela. Se halla a 2° 31' 0 de latitud norte y 65° 10' 60 de longitud oeste. Mavaca es también el nombre de una de las parroquias del municipio Alto Orinoco.
El Mavaca nace en la Sierra de Unturán, en la parte más meridional de Venezuela, corre de sur a norte y desemboca en el Orinoco cerca del pueblo homónimo.
Algunos de los ríos que desembocan en el Mavaca son: Machicare, Chamata y Maturaca.
Los Yanomami habitan la región. Entre sus poblaciones en la cuenta del Mavaca se hallan Mono-teri, Ironasi-teri y Comama-teri.
Alexander von Humboldt menciona este río en sus escritos sobre sus Viajes a las Regiones Equinocciales.